# Derrynane
Derrynane (Iers Doire Fhionain ) is een dorp in het Ierse graafschap Kerry.